# Kerkprovincie
Een kerkprovincie (ook wel metropolie) is een verband van naburige particuliere kerken dat in de Rooms-Katholieke Kerk wordt opgericht om een gemeenschappelijk pastoraal handelen van verschillende naburige bisdommen te bevorderen en de onderlinge betrekkingen van de diocesane bisschoppen te behartigen.

## Metropolieten
Aan het hoofd van een kerkprovincie staat een metropoliet, die aartsbisschop is van het bisdom waarover hij is aangesteld, samen met de suffragane bisschoppen. De autoriteit van de metropoliet over de suffragane bisschoppen is echter vrij beperkt en wordt omschreven in artikel 436 van het Kerkelijk Wetboek.
Het is mogelijk dat er binnen één kerkprovincie meerdere aartsbisdommen liggen. In de Italiaanse kerkprovincie Potenza-Muro Lucano-Marsico Nuovo liggen bijvoorbeeld drie  aartsbisdommen en drie suffragane bisdommen. Er is dan toch maar één aartsbisschop die de metropoliet is.

## Kerkelijk recht en kerkelijk gezag
Alleen het hoogste gezag van de Kerk kan kerkprovincies oprichten, opheffen of er veranderingen in aanbrengen. De paus zal dit doen bij uitvaardiging van een bul.
De artikelen 431 tot en met 459 van het Kerkelijk Wetboek van 1983 behandelen achtereenvolgens de kerkprovincies, de metropolieten, de particuliere concilies en de bisschoppenconferenties.
Het pauselijk gezag manifesteert zich onder normale omstandigheden ook via de kerkprovincies en de bisschoppenconferenties. Slechts in uitzonderlijke gevallen wordt een bisdom of bisschop persoonlijk aangesproken.

## Uitzonderingen
Sommige bisdommen vallen niet binnen een kerkprovincie, maar vallen onder rechtstreeks gezag van de Heilige Stoel. Zo'n bisdom wordt een immediatum genoemd.

## Praktijkvoorbeelden
De kerkprovincie Mechelen-Brussel beslaat België. Ze wordt gevormd door 1 aartsbisdom en 7 suffragane bisdommen. De metropoliet is aartsbisschop Luc Terlinden, aartsbisschop van het aartsbisdom Mechelen-Brussel.
De kerkprovincie Utrecht beslaat Europees Nederland. Ze wordt gevormd door 1 aartsbisdom en 6 suffragane bisdommen. De metropoliet is aartsbisschop Wim Eijk, aartsbisschop van het aartsbisdom Utrecht.
Luxemburg heeft slechts één bisdom: het aartsbisdom Luxemburg. Dit is een immediatum. De aartsbisschop van Luxemburg is dan ook geen metropoliet.
Grotere landen met veel katholieken vormen vaak meerdere kerkprovincies. Zo bestaat Duitsland uit 7 kerkprovincies.